# Durowo (stacja kolejowa)
Durowo (ros. Дурово) – stacja kolejowa w miejscowości Durowo, w rejonie safonowskim, w obwodzie smoleńskim, w Rosji. Leży na linii Moskwa - Mińsk - Brześć.

## Historia
Stacja powstała w czasach carskich na drodze żelaznej moskiewsko-brzeskiej pomiędzy stacjami Izdieszkowo i Dorogobuż.